# Ryōichi Kimizuka
Ryōichi Kimizuka (君塚良, Kimizuka Ryōichi), né le 21 avril 1958 à Minato (Tokyo), est un réalisateur et scénariste japonais.

## Biographie
Ryōichi Kimizuka a fait ses études à l'université Nihon.

## Filmographie partielle

### Comme réalisateur
- 2005 : Makoto
- 2005 : Yōgisha: Muroi Shinji (容疑者 室井慎次?)
- 2008 : Personne ne veille sur moi (誰も守ってくれない, Dare mo mamotte kurenai?)
- 2012 : Itai: Asu e no tōka kan (遺体 明日への十日間?)
- 2016 : The Good Morning Show (グッドモーニングショー, Guddo mōningu shō?)

### Comme scénariste
- 1997 : Parasite Eve (パラサイト・イヴ, Parasaito Ivu?) de Masayuki Ochiai
- 1998 : Odoru daisosasen: The Movie (踊る大捜査線 THE MOVIE?) de Katsuyuki Motohiro
- 2003 : Odoru daisosasen: The Movie 2 - Reinbō burijji o fūsa seyo! (踊る大捜査線 THE MOVIE 2 レインボーブリッジを封鎖せよ！?) de Katsuyuki Motohiro
- 2004 : Kansen (感染?) de Masayuki Ochiai
- 2005 : Makoto
- 2005 : Yōgisha: Muroi Shinji (容疑者 室井慎次?)
- 2008 : Personne ne veille sur moi (誰も守ってくれない, Dare mo mamotte kurenai?)
- 2012 : Itai: Asu e no tōka kan (遺体 明日への十日間?)
- 2016 : The Good Morning Show (グッドモーニングショー, Guddo mōningu shō?)
- 2024 : Muroi Shinji: Yaburezaru mono (室井慎次 敗れざる者?) de Katsuyuki Motohiro
- 2024 : Muroi Shinji: Ikitsuzukeru mono (室井慎次 生き続ける者?) de Katsuyuki Motohiro

## Distinctions

### Récompenses
- 1999 : prix du meilleur scénario pour Odoru daisosasen: The Movie au festival du film de Yokohama
- 2008 : prix du meilleur scénario pour Personne ne veille sur moi au festival des films du monde de Montréal[1]

### Sélections et nominations
- 1999 : prix du meilleur scénario pour Odoru daisosasen: The Movie aux Japan Academy Prize[2]
- 2004 : prix du meilleur scénario pour Odoru daisosasen: The Movie 2 - Reinbō burijji o fūsa seyo! aux Japan Academy Prize[3]
- 2008 : en compétition pour le Grand prix des Amériques avec Personne ne veille sur moi au festival des films du monde de Montréal[1]